# 克拉勒姆县 (华盛顿州)
克拉勒姆縣（英語：Clallam County）是位於美国华盛顿州西北部的一個郡，位於美加邊境的南邊，北隔胡安·德·富卡海峡與加拿大溫哥華島相望，西臨太平洋。根據2020年美國人口普查，共有人口77,155人。縣治安吉利斯港，也是該郡的最大城市。
該縣成立於1854年4月26日，縣名是克拉勒姆語中「強壯的人」的意思。

## 地理
根據美国人口普查局，本郡的總面積為6,900平方（2,670平方英里），其中陸地面積占4,500平方（1,739平方英里）、水域面積占2,410平方（931平方英里） （34.86%）。
阿拉瓦角（Cape Alava）是华盛顿州及美國本土的最西端位於本縣（124°43'59"W）。靠近阿拉瓦角的歐澤特（Ozette）也是美國本土最西的城鎮。

### 地理特色
- 安吉利斯山（英语：Mount Angeles）
- 弗拉特瑞角（英语：Cape Flattery (Washington)）
- 克拉勒姆河（英语：Clallam River）
- 鄧傑內斯岬（英语：Dungeness Spit）
- 姚瓦河（英语：Elwha River）
- 侯河（英语：Hoh River）
- 霍科河（英语：Hoko River）
- 月牙湖（英语：Lake Crescent）
- 歐澤特湖（英语：Lake Ozette）
- 里拉河（英语：Lyre River）
- 太平洋
- 皮什特河（英语：Pysht River）
- 七湖盆地（英语：Seven Lakes Basin）
- 索爾達克溫泉（英语：Sol Duc Hot Springs）
- 索爾達克河（英语：Sol Duc River）
- 胡安·德·富卡海峡
- 塔圖什島（英语：Tatoosh Island）
- 瓦達島（英语：Waadah Island）

### 主要公路
- 美國國道101

### 毗鄰郡
- 東／南－傑佛遜縣
- 北 - 不列颠哥伦比亚省首府地區，隔著胡安·德·富卡海峡

### 國家保護區
- 太平洋西北步道（部分）
- 鄧傑內斯國家野生動物保護區（英语：Dungeness National Wildlife Refuge）
- 弗拉特瑞礁國家野生動物保護區（英语：Flattery Rocks National Wildlife Refuge）
- 奧林匹克國家森林（部分）
- 奧林匹克國家公園（部分）
- 奎鲁特針葉林國家野生動物保護區（英语：Quillayute Needles National Wildlife Refuge）（部分）

## 資料來源
1. ↑  . 美國人口普查局.   [2024-11-10].
2. ↑  . HistoryLink.org. 2003-03-06  [2012-12-20]. （原始内容存档于2008-01-19）.

## 外部連結
- （英文） 北奧林匹克線上圖書館 （页面存档备份，存于）
- （英文） 克拉勒姆縣－小小歷史 （页面存档备份，存于）
- （英文） University of Washington Libraries Digital Collections – The Pacific Northwest Olympic Peninsula Community Museum（页面存档备份，存于） A web-based museum showcasing aspects of the rich history and culture of Washington State's Olympic Peninsula communities. Features cultural exhibits, curriculum packets and a searchable archive of over 12,000 items that includes historical photographs, audio recordings, videos, maps, diaries, reports and other documents.
- （英文） 克拉勒姆縣官方網站